# 我的正义
《我的正義》（英語：Justice）為加拿大歌手賈斯汀·比伯的第六張錄音室專輯。該專輯於2020年2月14日發行，是《我的改變》（2020）的後續作品。專輯請來了凱立德、饒舌者錢斯、樂洛伊小子、多明尼克・菲克、丹尼爾·凱薩、吉維昂、Beam、伯納男孩及班尼·布蘭柯客串，豪華版中更有利爾·烏茲·弗特、傑登·史密斯、Quavo、DaBaby及托麗·凱莉等人客串。
專輯中有四首單曲於先前發布：〈Holy〉、〈Lonely〉、〈Anyone〉及〈Hold On〉，此四首單曲皆有登上美國《告示牌》百大單曲榜中。第五首單曲〈Peaches〉則曾登上第一名，是小賈斯汀的第七首冠軍單曲。《我的正義》登上十個國家的專輯榜首，其中包含《告示牌》二百大專輯榜，成為小賈斯汀第八張登上榜首的專輯。此張專輯獲得美國唱片業協會的白金認證。
專輯獲得了樂評人的普遍好評，其中大多數人稱讚了它的製作和聲音傳遞，但反對其歌詞和“令人困惑”的概念。小賈斯汀通過各種電視節目的現場表演來宣傳這張專輯，例如：《週六夜現場》、《The Voice》、《詹姆斯·柯登深夜秀》及《早安美國》。為了進一步宣傳《我的正義》與前一張專輯《我的改變》，小賈斯汀將於2022年在北美展開他的第四次巡迴演唱會，名為「正義世界巡迴演唱會」。

## 發行與宣傳

### 單曲
此張專輯共收錄五首單曲。
第一首單曲〈Holy〉於2020年9月18日發行，當中邀請饒舌者錢斯客串。該單曲登上美國《告示牌》百大單曲榜第3名，並獲得美國唱片業協會的雙重白金認證。該單曲的音樂錄影帶於單曲發行同日公布，導演為柯林·提利。
第二首單曲〈Lonely〉於2020年10月16日發行，與班尼·布蘭柯合作。該單曲於美國《告示牌》百大單曲榜的最高名次為12名。音樂錄影帶由傑克·史崔爾執導，加拿大演員雅各·特倫布雷主演。
第三首單曲〈Anyone〉於2021年1月1日發行，該單曲登上美國《告示牌》百大單曲榜最高第6名。音樂錄影帶由柯林·提利執導，並由柔伊·德區主演。在音樂錄影帶中，小賈斯汀蓋住他所有的紋身。
第四首單曲〈Hold On〉於2021年3月5日發行，該單曲在美國《告示牌》百大單曲榜上最高排名第20名。該單曲的音樂錄影帶由柯林·提利執導，並由葛曉潔主演。
第五首單曲〈Peaches〉於2021年3月19日發行，該單曲在美國《告示牌》百大單曲榜登上首位。該單曲的音樂錄影帶於同日釋出，由柯林·提利執導，音樂錄影帶中，小賈斯汀、丹尼爾·凱薩與吉維昂在拉斯維加斯大道上巡遊。
第六首單曲〈Ghost〉於2021年9月10日發行。這首歌在美國《告示牌》百強單曲榜上得到第66名。由柯林·提利執導的音樂錄影帶於同年10月8日釋出。

### 現場表演
為了宣傳專輯及幾首單曲，小賈斯汀在多個節目上進行現場演出，如：週六夜現場、The Voice、詹姆斯·柯登深夜秀及早安美國。比伯於2020年10月18日在周六夜現場第46季第3集中表演了他的單曲〈Holy〉和〈Lonely〉。單曲〈Anyone〉於2021年1月1日在小賈斯汀的新年前夜音樂會期間首次現場表演。2021年3月13日，小賈斯汀在2021兒童選擇獎上首次表演了單曲《Hold On》。第五首單曲《Peaches》的首次演出則在小賈斯汀的第一次「Tiny Desk （页面存档备份，存于）在家演唱會」。
2021年4月13日，小賈斯汀在YouTube上串流直播了一場音樂會，地點位於巴黎的一家酒店。整場音樂會共演唱5首曲目，全長約15分鐘，音樂會由大衛·克蒂博斯基執導。背景可看到埃菲爾鐵塔。

### 《賈斯汀·比伯：下一章》
由邁克爾·D·拉特納執導的紀錄片《賈斯汀·比伯：下一章》於2020年10月30日在YouTube上首播。紀錄片記錄了小賈斯汀在錄製《正義》的同時，隔離期間的生活。在談論這部紀錄片時，小賈斯汀說：「我很高興能趕上(粉絲)並分享我正在取得的進步、我正在製作的新音樂、我所做的一切及對未來感到興奮。」

### 巡演
2020年1月，小賈斯汀發布單曲〈Yummy〉後，他宣布了《我的改變》巡演的日程，當時預計於5月從西雅圖的流明球場開啟演出，但4月時宣布因嚴重特殊傳染性肺炎疫情而推遲。同年7月，他宣布巡演將在2021年6月，於聖地牙哥的佩昌加競技場開始。5月，小賈斯汀重新安排巡演日期，並於2022年2月上路，巡演將穿越拉斯維加斯、洛杉磯、鹽湖城、丹佛、亞特蘭大、蒙特利爾、坦帕、奧斯汀等城市，並於6月時在密爾沃基的美國家庭保險圓形劇場結束。

## 專業評價
| 綜合得分   | 綜合得分 |
| 來源       | 評分     |
| ---------- | -------- |
|            | 6.0/10   |
|            | 62/100   |
| 評論得分   |          |
| 來源       | 評分     |
| AllMusic   | [ 25 ]   |
| Clash      | 7/10     |
| 每日電訊報 | [ 27 ]   |
| 娛樂週刊   | B        |
| 衛報       | [ 28 ]   |
| 獨立報     | [ 29 ]   |
| 愛爾蘭時報 | [ 30 ]   |
| 新音樂快遞 | [ 31 ]   |
| Pitchfork  | 7.2/10   |
| 滾石雜誌   | [ 33 ]   |

## 曲目
《我的正義》--標準版曲目列表
| 曲序     | 曲目                               | 时长  |
| -------- | ---------------------------------- | ----- |
| 1.       | 2 Much                             | 2:32  |
| 2.       | Deserve You                        | 3:07  |
| 3.       | As I Am（凱立德客串）              | 2:54  |
| 4.       | Off My Face                        | 2:36  |
| 5.       | Holy（饒舌者錢斯客串）             | 3:32  |
| 6.       | Unstable（樂洛伊小子客串）         | 2:38  |
| 7.       | MLK Interlude                      | 1:44  |
| 8.       | Die For You（多明尼克・菲克客串）  | 3:18  |
| 9.       | Hold On                            | 2:50  |
| 10.      | Somebody                           | 2:59  |
| 11.      | Ghost                              | 2:33  |
| 12.      | Peaches（丹尼爾·凱薩與吉維昂客串） | 3:18  |
| 13.      | Love You Different（Beam客串）     | 3:06  |
| 14.      | Loved By You（伯納男孩客串）       | 2:39  |
| 15.      | Anyone                             | 3:10  |
| 16.      | Lonely（與班尼·布蘭柯）            | 2:29  |
| 总时长： | 总时长：                           | 45:25 |

《我的正義》--豪華版擴充曲目
| 曲序     | 曲目                                 | 时长    |
| -------- | ------------------------------------ | ------- |
| 17.      | There She Go（利爾·烏茲·弗特客串）   | 3:35    |
| 18.      | I Can't Be Myself（傑登·史密斯客串） | 3:13    |
| 19.      | Lifetime                             | 3:27    |
| 20.      | Wish You Would（Quavo客串）          | 4:01    |
| 21.      | Know No Better（DaBaby客串）         | 2:41    |
| 22.      | Name（托麗·凱莉客串）                | 2:39    |
| 总时长： | 总时长：                             | 1:05:01 |

《我的正義》--「封面I」及歐洲網路商店「封面I」CD擴充曲目
| 曲序     | 曲目                   | 时长  |
| -------- | ---------------------- | ----- |
| 17.      | Red Eye（TroyBoi客串） | 3:07  |
| 总时长： | 总时长：               | 48:32 |

《我的正義》--沃爾瑪及歐洲網路商店「封面II」CD擴充曲目
| 曲序     | 曲目     | 时长  |
| -------- | -------- | ----- |
| 17.      | Hailey   | 3:13  |
| 总时长： | 总时长： | 48:38 |

《我的正義》--目標百貨及歐洲網路商店「封面III」CD擴充曲目
| 曲序     | 曲目         | 时长  |
| -------- | ------------ | ----- |
| 17.      | Angels Speak | 3:51  |
| 总时长： | 总时长：     | 49:26 |

《我的正義》--完整版擴充曲目
| 曲序     | 曲目                   | 时长    |
| -------- | ---------------------- | ------- |
| 23.      | Red Eye（TroyBoi客串） | 3:07    |
| 24.      | Hailey                 | 3:13    |
| 25.      | Angels Speak           | 3:51    |
| 总时长： | 总时长：               | 1:15:00 |

《我的正義》--日本版擴充曲目
| 曲序     | 曲目         | 时长  |
| -------- | ------------ | ----- |
| 17.      | Hailey       | 3:13  |
| 18.      | Angels Speak | 3:51  |
| 总时长： | 总时长：     | 52:36 |

《我的正義》--日本豪華版附贈DVD
| 曲序 | 曲目                                                  | 时长 |
| ---- | ----------------------------------------------------- | ---- |
| 1.   | 訪談                                                  |      |
| 2.   | Anyone（音樂錄影帶) (導演：Colin Tilley）             | 4:24 |
| 3.   | Anyone（幕後花絮）                                    |      |
| 4.   | Holy（音樂錄影帶，與饒舌者錢斯) (導演：Colin Tilley） | 5:29 |
| 5.   | Holy（幕後花絮）                                      |      |

## 製作人員
製作人員名單摘自Tidal

### 音樂
| - 賈斯汀·比伯：人聲、作曲(曲目1-6, 8-16)、和聲(曲目2.8) - 凱立德：人聲、作曲(曲目3) - 饒舌者錢斯：人聲、作曲(曲目5) - 樂洛伊小子：人聲、作曲(曲目6) - 多明尼克・菲克：人聲、作曲(曲目8) - 丹尼爾·凱薩：人聲、作曲(曲目12) - 吉維昂：人聲、作曲(曲目12) - Beam：人聲、作曲、和聲(曲目13) - 伯納男孩：人聲、作曲(曲目14) - 班尼·布蘭柯：作曲、製作、工程、鍵盤、編曲(曲目16) - 史奇雷克斯：作曲、製作(曲目1.10.14)、鼓聲、鍵盤、編曲(曲目10) - 安德魯·瓦特：作曲(曲目2.9.12.15)、製作、吉他、和聲(曲目2.8.9.15)、貝斯(曲目2.8.9)、鼓聲(曲目2.8.15)、鍵盤(曲目2.15)、編曲(曲目8) - 路易斯·貝爾：作曲(曲目2.8.9.12)、製作、編曲、和聲(曲目2.8.9)、鼓聲(曲目2.8)、鍵盤(曲目2) - 喬恩·博利恩：作曲、和聲(曲目2.5.8.9.11.14.15)、製作(曲目 5.11.15)、打擊樂(曲目5)、編曲(曲目11.15)、人聲製作(曲目11)、鼓聲、貝斯(曲目15) - 邁克爾·波拉克：作曲(曲目2.5.11.15)、和聲(曲目5.15)、鋼琴(曲目5.11)、鍵盤(曲目2.15) - German：製作、貝斯、編曲(曲目3.13)、鼓聲(曲目13) - Ido Zmishlany：作曲、製作、鋼琴(曲目3) - 喬許·古德溫：作曲(曲目1.3.6.10)製作(曲目3.13)、混音(曲目1-6, 8-16)、人聲製作(曲目1.3.4.6.10.11.13.14.16)、錄音(曲目3)、工程(曲目5.11.16)、聲樂工程(曲目12-14.16) - The Monsters & Strangerz：製作、編曲(曲目3.11.13.15)、鼓聲(曲目3.11.13)、貝斯(曲目11.13)、鍵盤(曲目11.15) - Eskeerdo：作曲(曲目1.13.15)、和聲(曲目15) - 喬丹·K·約翰森：作曲(曲目3.11.15)、和聲(曲目15) - 史蒂芬·約翰森：作曲(曲目3.11.15)、人聲製作(曲目3.11)、和聲(曲目15) - 馬可斯·洛馬克斯：作曲、和聲、鍵盤(曲目13) - 奧立佛·彼得霍夫：作曲(曲目3.13) - Dreamlab：製作、錄音(曲目4) - 丹尼爾·詹姆斯：製作、錄音(曲目4) - 莉亞·海伍德：製作(曲目4) - 傑克·托瑞：製作、錄音、吉他(曲目4) - Jorgen Odegard：作曲、製作、和聲、鼓聲、編曲、合成器(曲目5) - 史蒂芬·法蘭克：作曲、製作(曲目5) - 湯米·布朗：作曲、製作、貝斯(曲目5) - Aldae：製作(曲目6) - 吉米·古奇：作曲、製作(曲目6) | - ILYA：作曲、製作、和聲、鍵盤、打擊樂器、編曲(曲目10) - Harv：作曲、製作(曲目10.12)、貝斯、吉他、鍵盤、鋼琴(曲目12) - Shndo：製作(曲目12) - Jason Evigan：作曲、製作、和聲、貝斯、鋼琴、吉他、鍵盤、編曲(曲目14) - LeriQ：製作(曲目14) - 菲尼亞斯·奧康奈爾：歌曲、製作、工程、鍵盤、編曲(曲目16) - 弗萊迪·維克斯勒：作曲(曲目1) - 葛蘭·史東：作曲(曲目1) - 馬丁·路德·金恩：作曲(曲目1.7) - 瓦倫丁·布倫：作曲(曲目1) - 艾麗·坦波西：作曲、和聲{small\|(曲目2.8.9)}} - 史考特·哈里斯：作曲(曲目3) - Tia Scola：作曲(曲目4) - 安東尼·M·瓊斯：作曲(曲目5) - Delacey：作曲(曲目6) - 拉米·雅各布：作曲(曲目6.10) - Luiz Bonfa：作曲(曲目9) - 高堤耶：作曲(曲目9) - 瑞恩·泰德：作曲、和聲(曲目10) - 小路易斯·曼努埃爾·馬提尼斯：作曲(曲目12) - 喬丹·道格拉斯：作曲(曲目13) - 惠特尼·菲利普斯：作曲(曲目13) - 艾咪·艾倫：作曲(曲目14) - 勞爾·庫比納：作曲、打擊樂(曲目15) - 坎迪斯·米爾斯：和聲(曲目5) - 卡拉·威廉斯：和聲(曲目5) - Christeyun Morgan：和聲(曲目5) - 達里安·艾利特：和聲(曲目5) - 德馬克斯·威廉斯：和聲(曲目5) - Denae Daughtery：和聲(曲目5) - Drea Randle Matthews：和聲(曲目5) - Eboni Ellerson：和聲(曲目5) - 艾立克·伯丁：和聲(曲目5) - James McKissic：和聲(曲目5) - Ja'Quoi Griffin：和聲(曲目5) - Mariann Shaw：和聲(曲目5) - 馬歇里·威廉斯：和聲(曲目5) - Melodie Pace：和聲(曲目5) - Michael Bethany：和聲(曲目5) - Myron Williams：和聲(曲目5) - Tameka Sanford：和聲(曲目5) - Zahrea Clayton：和聲(曲目5) - Virtual Riot：鋼琴(曲目1) - Pierre-Luc Rioux：吉他(曲目3.11) - 馬克思·格萊恩：鼓聲(曲目10) - CP查理：鋼琴(曲目15) |

### 技術
| - 喬許·戈德溫：混音(曲目1-16) - 柯林·李奧納德：母帶後製(曲目1-6、8-16) - 保羅·拉瑪法：工程(曲目2, 8, 9, 12, 15) - 艾莉嘉·馬瑞特-荷區：助理混音(曲目5.16) - 王海蒂：助理混音(曲目1-4、6、8-15)、錄音(曲目3)、工程(曲目11.13)、助理錄音工程(曲目13) - 克里斯·歐萊恩：工程(曲目1.4.5.14)、錄音工程、錄音製作(曲目16) - Devin Nakao：工程(曲目5.14.16)、錄音(曲目2.4.8.9.16) - 約翰·阿巴克爾：工程(曲目5) - 柯瑞·布萊斯：工程(曲目10) - 德魯·金：工程(曲目10) - 傑若米·萊托拉：工程(曲目10) - 山姆·霍蘭德：工程(曲目10) | - 丹尼斯·柯西亞克：錄音、人聲製作(曲目3) - 麥可·哈文斯：錄音(曲目5) - 凱文·卡波：錄音(曲目8) - Lionel Crasta：錄音(曲目14) - 拉福爾·法杜爾：錄音(曲目14) - 萊恩·萊特：助理錄音工程(曲目1、4、6、10-12、14) - 詹姆斯·凱莉：助理錄音工程(曲目3) - 王辰奧：助理錄音工程(曲目8) - 柯爾克·法蘭克林：合唱安排(曲目5) - 斯庫特·布萊恩：合唱安排(曲目5)、製作協調(曲目16) - 安德魯·盧夫特曼：製作協調(曲目16) - 莎拉·雪爾頓：製作協調(曲目16) |

## 成績

### 週榜
| 榜單 (2021)                               | 最高 名次 |
| ----------------------------------------- | --------- |
| 阿根廷專輯榜 (CAPIF)                      | 9         |
| 澳大利亞（ARIA專輯榜）                    | 1         |
| 奧地利（奧地利Ö3專輯榜）                  | 1         |
| 比利時法蘭德斯（Ultratop專輯榜）          | 1         |
| 比利時瓦隆（Ultratop專輯榜）              | 5         |
| 加拿大（《告示牌》Canadian Albums Chart） | 1         |
| 捷克（ČNS IFPI專輯榜）                    | 1         |
| 丹麥（Hitlisten專輯榜）                   | 1         |
| 荷蘭（MegaCharts專輯榜）                  | 1         |
| 芬蘭（Suomen virallinen lista專輯榜）     | 1         |
| 法國（SNEP專輯榜）                        | 8         |
| 德國（Offizielle Top 100專輯榜）          | 4         |
| 匈牙利（MAHASZ專輯榜）                    | 28        |
| 愛爾蘭（IRMA專輯榜）                      | 1         |
| 義大利專輯榜 (FIMI)                       | 4         |
| 日本專輯榜 (日本告示牌)                   | 17        |
| 日本（Oricon專輯榜）                      | 22        |
| 立陶宛專輯榜 (AGATA (組織))               | 1         |
| 紐西蘭專輯榜 (RMNZ)                       | 1         |
| 挪威（VG-lista專輯榜）                    | 1         |
| 波蘭（ZPAV專輯榜）                        | 6         |
| 葡萄牙（AFP專輯榜）                       | 2         |
| 蘇格蘭（OCC專輯榜）                       | 5         |
| 西班牙專輯榜 (PROMUSICAE)                 | 2         |
| 瑞典專輯榜 (瑞典最熱榜)                   | 1         |
| 瑞士（Schweizer Hitparade專輯榜）         | 4         |
| 英國（OCC專輯榜）                         | 2         |
| 美国（《告示牌》200）                     | 1         |

## 銷量認證
| 地區                           | 认证 | 认证单位/销量 |
| ------------------------------ | ---- | ------------- |
| 澳大利亚（澳大利亚唱片业协会） | 金   | 35,000‡       |
| 丹麦（國際唱片業協會丹麥分會） | 白金 | 20,000‡       |
| 意大利（意大利音乐产业联盟）   | 金   | 25,000‡       |
| 新西兰（新西兰唱片音乐协会）   | 白金 | 15,000‡       |
| 瑞典（瑞典唱片業協會）         | 金   | 15,000‡       |
| 英国（英国唱片业协会）         | 金   | 100,000‡      |
| 美国（美國唱片業協會）         | 白金 | 962,000       |
| ‡僅含認證的+實際銷量           |      |               |

## 發行資訊
| 地區     | 日期          | 發行方式         | 發行版本        | 唱片公司            | 參考   |
| -------- | ------------- | ---------------- | --------------- | ------------------- | ------ |
| 全球     | 2021年3月19日 | CD 數位下載 串流 | 標準版          | Def Jam             | [ 71 ] |
| 美國     | 2021年3月19日 | CD               | 目標百貨獨家版  | Def Jam             | [ 72 ] |
| 美國     | 2021年3月19日 | CD               | 沃爾瑪獨家版    | Def Jam             | [ 73 ] |
| 日本     | 2021年3月19日 | CD               | 日本版          | 環球音樂 (日本)     | [ 74 ] |
| 日本     | 2021年3月19日 | CD DVD           | 豪華版          | 環球音樂 (日本)     | [ 75 ] |
| 全球     | 2021年3月26日 | 數位下載 串流    | 三盤豪華版      | Def Jam             | [ 76 ] |
| 马来西亚 | 2021年4月22日 | CD               | 標準版 擴充曲目 | 环球音乐 (马来西亚) | [ 77 ] |
| 巴西     | 2021年4月30日 | CD               | 標準版 擴充曲目 | 環球音樂 (巴西)     | [ 78 ] |
| 全球     | 2021年10月8日 | 數位下載 串流    | 完整版          | Def Jam             | [ 79 ] |

## 外部連結
- Apple Music上的《我的正義》 （页面存档备份，存于）
- Spotify上的《我的正義》 （页面存档备份，存于）
- YouTube上的《我的正義》 （页面存档备份，存于）
- YouTube Music上的《我的正義》 （页面存档备份，存于）